# Santa Coloma de Farners
Santa Coloma de Farners est une commune du nord de la comarque de la Selva dans la province de Gérone en Catalogne (Espagne).

## Personnalités
- Esteve Fradera, né en 1963, footballeur du FC Barcelone.
- Joan Vinyoli, né en 1914, poète